# Fuuma Monou
Fuuma Monou (桃生 封真?, Monōu Fūma) è un personaggio dell'anime e manga X delle CLAMP. In quanto stella gemella di Kamui Shiro, è destinato a divenire il capo della fazione opposta da quella scelta da Kamui: quando quest'ultimo sceglie di proteggere le persone a lui più care divenendo un Drago del Cielo, Fuuma diventa il capo dei Draghi della Terra, coloro che desiderano la distruzione dell'umanità per salvare il pianeta Terra.
A causa dell'interruzione del manga, non si sa quale tarocco sia impersonato da Fuuma, ma quasi certamente si tratta de Il Sole.

## Carattere
Il carattere di Fuuma cambia nel corso della storia.
Nella prima parte, Fuuma si presenta come un ragazzo pacifico e taciturno, molto protettivo nei confronti di sua sorella Kotori; a causa della sua stazza, molti lo temono, ma in realtà è un ragazzo buono e comprensivo. Dopo il ritorno dell'amico d'infanzia Kamui a Tokyo, fa tutto ciò che può per aiutarlo, divenendo l'unica persona con il quale il ragazzo riesce ad aprirsi e confidarsi.
Nella seconda parte, Fuuma è inizialmente freddo, sadico e violento; in seguito, il suo temperamento si placa e si mostra gentile e sorridente. Sua caratteristica è il fatto che uccida solo chi desidera morire: risparmia, infatti, Yuzuriha Nekoi quando si mostra desiderosa di continuare a vivere; in un'altra scena, chiede ad una bambina di allontanarsi dal luogo che sta per distruggere, in quanto lei non desidera morire.
Non si conosce il suo vero desiderio, se non per il fatto che può essere esaudito solo da Kamui, il quale, però, non ha ancora capito il proprio vero desiderio, esaudibile solo da Fuuma. Per quest'ultimo fatto, Fuuma sembra nascondere un profondo dolore, forse riconducibile alla stessa realizzazione dei desideri di entrambi.
Il suo rapporto con Kamui è molto ambiguo: se nella prima parte i due appaiono come amici legati da un profondo affetto, nella seconda parte, Fuuma mostra più volte, nei confronti di Kamui, un comportamento ambiguo, soprattutto a livello fisico, tanto che si può affermare che tali scene (eliminate nell'anime) finiscono per sfociare nello shōnen-ai.

## Poteri
Fuuma non ha dei poteri ben definiti: oltre a poteri di psicocinesi, lo si vede distruggere un quartiere con quattro lattine e abbattere un palazzo con una semplice occhiata. È l'unico in grado di penetrare le barriere dei Draghi del Cielo e, quando ancora non si era risvegliato come stella gemella, è riuscito a distruggere l'illusione in cui Seishiro Sakurazukamori aveva intrappolato Kamui e Kotori.
Chi lo guarda vede, per un attimo, la persona a lui più cara: è così per Yuzuriha, che vede in lui Kusanagi Shiyu, è così per Karen Kasumi, che vede in lui Seiichiro Aoki, è così per Subaru Sumeragi, che vede in lui Seishiro. Secondo Kusanagi, il fatto che lui si annulli per somigliare alla persona più cara di chi lo guarda lo porta a vivere una vita molto triste.
Altro suo potere è quello di conoscere i desideri delle persone e di esaudirli, di qualsiasi cosa si tratti.

## Storia

### Manga
Fuuma viveva tranquillamente con la sua famiglia, mentre lui e sua sorella minore, Kotori, giocavano con Kamui Shiro, figlio di un'amica della loro madre. Durante uno di questi giochi, Kamui aveva affermato di voler diventare la moglie di Kotori, promettendole che l'avrebbe protetta sempre; a quel punto, Fuuma giura a Kamui che l'avrebbe protetto in ogni occasione. In seguito all'improvvisa morte di Saya, sua madre, Toru, la madre di Kamui, fuggì portando con sé il figlio, senza che questi avesse modo di salutare Fuuma e Kotori.
Una volta cresciuto, Fuuma vive eccellendo in tutto, sia a scuola che negli sport, (nell'anime, soprattutto nel basket). Un giorno, Kamui ritorna in città, ma il suo carattere è completamente cambiato: il ragazzo è infatti arrogante e scostante nei confronti di tutti. Fuuma ignora che il suo amico è l'ago della bilancia fra la salvezza e la distruzione del mondo, ignora ogni cosa. La sua abilità viene notata per la prima volta da Yuto Kigai, quando riesce ad entrare nella barriera creata da Sorata Arisugawa; Kanoe gli apparirà quindi in sogno e gli confiderà la realtà: lui è la stella gemella di Kamui e, qualunque strada sceglierà di percorrere il suo migliore amico, Fuuma dovrà percorrere quella opposta. Gli farà assistere agli avvenimenti che accadranno se il suo amico scegliesse di guidare i Draghi della Terra: ucciderà sua sorella Kotori. Fuuma inizialmente sembra mostrare dei dubbi; difenderà poi Kamui dagli attacchi di Seishiro salvandogli la vita, riuscendo a distruggere l'illusione del Sakurazukamori. Più volte sembra cadere in una sorta di trance, nella quale cerca di rivelare a Kamui di essere la sua stella gemella.
Quando Kamui fa la sua scelta, ossia diventare un Drago del Cielo per proteggere "il luogo in cui Fuuma e Kotori possano essere felici", Fuuma si risveglia come stella gemella, ferisce Kamui e uccide Kotori: la sorella, infatti, aveva inconsciamente desiderato di finire in pezzi a causa di un sogno in cui vedeva la Terra ridotta in pezzi, portandola a desiderare di essere lei a sacrificarsi per far sì che il pianeta continuasse ad esistere. Fuuma afferma quindi di non chiamarsi più "Fuuma" ma "Kamui" e fugge, riunendo gli altri Draghi della Terra.
È colui che nel corso della storia miete più vittime, tra cui sua sorella Kotori, Daisuke Saiki, Nataku e probabilmente anche Kanoe; è anche colui che ferisce ad un occhio Subaru Sumeragi, causandogli la perdita della vista all'occhio colpito. Sarà sempre lui, in seguito, a consegnargli l'occhio rimasto di Seishiro, avvisandolo che, accettandolo, sarebbe divenuto un Drago della Terra.
Nel momento in cui il manga si interrompe, durante la battaglia finale, Fuuma sta puntando la propria Shinken contro Kamui, pronto ad ucciderlo.

### Anime
Il manga si interrompe, ma la serie nell'anime continua fino alla conclusione, inventata apposta per la versione animata.
Sorata Arisugawa, per difendere l'amata Arashi Kishu, minacciata da Fuuma, muore al suo posto, non prima di aver ferito Fuuma quasi mortalmente: ritornato in forze grazie al sacrificio di Nataku, Fuuma si scontra con Kamui, che si lascia uccidere, facendo tornare Fuuma quello di un tempo.
Stranamente, nell'anime è praticamente solo Fuuma ad attaccare i Draghi del Cielo: ad esempio, nel manga, Yuzuriha e Arashi vengono aggredite da Satsuki Yatoji, mentre nell'anime è Fuuma a farlo.
Altra differenza è il fatto che, quando cerca di uccidere Yuzuriha, in soccorso di quest'ultima, nel manga, interviene Kamui, mentre nell'anime è Kusanagi ad essere pronto ad intervenire, pur rimanendo nascosto alla vista della ragazza.
Nella seconda parte della storia, inoltre, il carattere di Fuuma è stato notevolmente semplificato: nell'anime, difatti, Fuuma sembra come "posseduto" da qualcosa, mentre nel manga, in base a quanto rivelato dai pochi capitoli del volume 19 pubblicati, sembrerebbe essere pienamente cosciente delle proprie azioni.
Nell'anime è doppiato da Junichi Suwabe nella versione originale e da Ivo De Palma nella versione italiana.

### Film
Nel film X, Fuuma ha un carattere diverso: non gioca con i dialoghi, non fa distinzione fra i due gruppi. Sembra non sentire dolore. Fra tutti i personaggi è quello che uccide il maggior numero di Draghi, sia del Cielo che della Terra.
Alla fine, contrariamente all'anime, viene ucciso da Kamui, che rimane l'unico dei protagonisti ancora in vita.
Nel film è doppiato da Ken Narita nella versione originale e da Ivo De Palma nella versione italiana.

## Crossover
Un Fuuma di un altro mondo appare anche negli OAV di Tsubasa RESERVoir CHRoNiCLE, dove in un'altra Tokyo è a capo di un gruppo, ma questa volta comanda quelli che in X sono i Draghi del Cielo. In questo universo parallelo è fratello di Seishiro Sakurazukamori. Anche in questa occasione il suo avversario è Kamui, qui in veste di vampiro.
Di professione cacciatore di tesori, Fuuma appare nell'arco di Acid Tokyo e, successivamente, nell'arco di Nihon.